# The Girl of the Golden West (1938)
The Girl of the Golden West is een Amerikaanse western uit 1938 onder regie van Robert Z. Leonard. Destijds werd de film in Nederland uitgebracht onder de titel Het meisje van het verre westen.

## Verhaal
De knappe Mary Robbins wordt aanbeden door sheriff Jack Rance. Tijdens een reis per postkoets naar Monterey wordt ze overvallen door de gemaskerde bandiet Ramirez. Hij wordt ook meteen verliefd op Mary. Hij vermomt zich als luitenant Johnson en volgt haar naar Monterey. Daar maken ze kennis en Mary valt voor de luitenant. Intussen heeft sheriff Rance een valstrik gespannen voor Ramirez.

## Rolverdeling
| Acteur             | Personage                   |
| ------------------ | --------------------------- |
| Jeanette MacDonald | Mary Robbins                |
| Nelson Eddy        | Ramirez / Luitenant Johnson |
| Walter Pidgeon     | Jack Rance                  |
| Leo Carrillo       | Mosquito                    |
| Buddy Ebsen        | Alabama                     |
| Leonard Penn       | Pedro                       |
| Priscilla Lawson   | Nina Martinez               |
| Bob Murphy         | Sonora Slim                 |
| Olin Howland       | Trinidad Joe                |
| Cliff Edwards      | Minstrel Joe                |
| Billy Bevan        | Nick                        |
| Brandon Tynan      | Professor                   |
| H.B. Warner        | Pastoor Sienna              |
| Monty Woolley      | Gouverneur                  |
| Charley Grapewin   | Oom Davy                    |

## Filmmuziek
1. Sun-Up to Sun Down
2. Shadows on the Moon
3. Soldiers of Fortune
4. The Wind in the Trees
5. Gwine to Rune All Night
6. Polly Wolly Doodle
7. Liebestraum
8. Ave Maria
9. Señorita
10. Mariache
11. The West Ain't Wild Anymore
12. Who Are We to Say
13. The Wedding March